# 박정희 정부

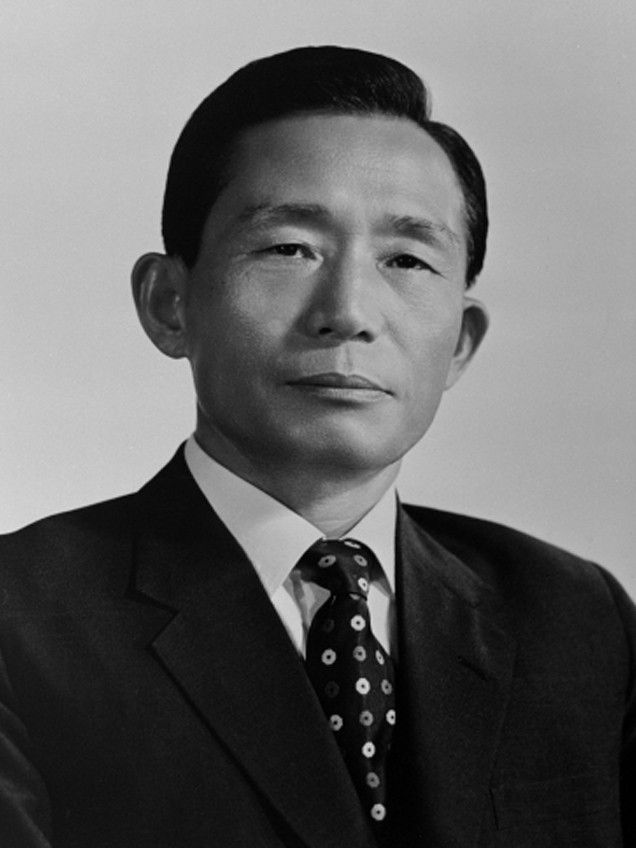
박정희

박정희 정부는 1961년 박정희가 5·16 군사정변으로 국가재건최고회의를 세워 정권을 잡은 후 1979년 10·26 사건으로 사망할 때까지의 정부를 말한다.
박정희는 1962년 3월 24일부터 1963년 12월 16일까지 윤보선 대통령의 사퇴로 제2공화국의 대통령 권한을 대행했으며, 제5대 대통령 선거를 통해 1963년 12월 17일 정식으로 대통령에 취임했다.

## 개요
구정치인의 활동 금지, 부패한 공직자의 처벌 등을 명분으로 1961년 5월 16일 군사반란을 통해 등장한 '박정희'는 국가 안정 보장이명분인 중앙정보부와 경제 성장이 명분이나 입법, 사법, 행정의 3권을 모두 장악한 군정의 최고 통치 의결 기구인 국가재건최고회의를 세웠다. 그는 이 과정에서 헌법의 제3차 개헌에 따라 참의원과 민의원으로 구성된 양원제 국회를 단원제 국회로 변경하였으며 대통령 중심제로 개헌을 하였다.
중앙정보부장인 김종필은 비밀 회담을 통하여 일본 외무 장관 오히라와 만나서 한일 국교 정상화를 시도하였고 일본의 경제적 요구 사항을 수락하고 무상으로 3억 달러, 정부 차관으로 2억 달러, 상업 차관으로 1억 달러를 제공할 것을 비밀리에 합의하였다. 이 과정에서 한일 회담 반대 시위가 발생하였으나 박정희 정부의 계엄령 선포에 의해 시위가 진압되었고 한일 협정이 체결되었다.
박정희는 사상의 자유가 보장되는 자유 민주주의 국가에서 모순적인 반공을 국시로 하면서 정치적 반대자나 정권에 위협이 되는 개인이나 단체를 반혁명 반국가행위자로 몰아 제거하였으며 산업화를 내세우며 경제규모의 확대 및 산업구조의 고도화를 촉진시키는 방법으로 1960년대 경제성장을 급속히 추진하였다.
브라운 각서를 통하여 미국의 군사적, 경제적 지원을 약속받은 박정희 정부는 자유 세계 수호를 내세워 베트남 파병을 단행하였고 북한의 도발을 명목으로 대통령 3회 연임을 허용하는 3선 개헌을 실시하였다. 그리고 곧 비상계엄령을 선포하였고 국회를 해산한 후 비상 국무 회의에서 유신 헌법을 의결하였고 이것을 명목상의 국민 투표 확정하였다. 통일 주체 국민 회의에서는 박정희를 대통령으로 선출하였으며 유신 헌법의 결과 통일 주체 국민 회의에서 임기 6년의 대통령을 선출하는 간선제가 확립되었고 대통령 중임 제한 조항이 삭제되어 영구 집권이 가능하게 되었다. 대통령에게는 긴급 조치권과 국회 해산권, 국회 의원 3분의 1 추천권이 부여되었다. 이로써 삼권 분립은 사실상 무력화되었다. 이에 따라서 대학생들은 유신 철폐 시위를 하였으나 박정희는 긴급 조치권을 발동하여 반대 활동을 금지하였으며 인민 혁명당 사건을 터뜨려서 관련자 8명을 바로 사형에 처하기도 했다.
박정희의 저임금, 저곡가 정책으로 인하여 희생된 노동자와 농민들은 불만을 가졌고 경제성장 과정에서 소외된 노동자의 문제가 ‘전태일 분신’으로 상징적으로 표출되었으나 그럼에도 박정희 정부가 이를 무시하자 학생들의 정권 비판이 강력하게 전개되었으며, 사법파동(1971. 7. 28.) 광주대단지 사건(1971. 8. 10.) 등 각계각층이 저항하기 시작하였다. 야당에 대한 지지가 크게 증가하자 정부는 데모를 진압하기 위하여 1971년 10월 15일 ‘위수령’을 발동하여 각 대학에 무장군인을 진주시키고, 무기한 휴교조치와 더불어 대학생들에 대한 제적처분을 내렸다. YH 무역 사건에 항의하던 김영삼이 국회 의원직에서 제명되자 부마 민주 항쟁이 발생하기도 했다.
전두환의 신군부 세력은 이 당시 구군부를 지지하면서 군사권을 장악하기 시작하였으며 통일 주체 국민 회의에도 영향력을 행사하였다. 그들은 무력 진압과 비상계엄에 찬성하였으나 박정희 대통령이 피살됨에 따라 유신 체제는 붕괴하게 되었다.

## 정치

### 국회의 법적 근거 없는 해산과 헌법의 일부조항에 효력 정지 및 개정
1972년 10월 대통령 박정희는 대통령 특별선언을 발표해 국회 해산, 정당 및 정치활동의 중지 등 헌법의 일부 기능을 정지시키고 전국에 비상계엄령을 선포한다. 그리고 국민투표를 거쳐 1972년 12월 유신헌법을 확정하고 민주주의의 틀을 완전히 벗어난 ‘한국 민주주의의 최대 암흑기’로 평가받는 유신체제를 7년간 이어간다. 그런데 10월에 타율적인 국회 해산은 헌법적인 근거가 없는 초법적인 행위였다.

### 자유민주주의를 대체하는 행정적 민족적 한국적 민주주의를 표방
박정희는 집권기간 동안 끊임없이 자유민주주의를 대체할 수 있는 새로운 민주주의 이념의 제조를 시도하였다. 1960년대에는 행정적 민주주의, 민족적 민주주의를 1970년대에는 한국적 민주주의를 표방하였다.

### 독재 성향을 띠어가는 국정 운영
제3공화국 후반부터는 급속도로 경제성장이 이루어졌다. 박정희는 고성장·수출드라이브·산업기지건설 등을 통하여 국정에 자신감을 가졌으며, 이와 함께 점차 독재성향을 띠어가기 시작하였다.

### 국회의원의 3분의 1을 대통령이 추천 선출
유신헌법에 의해 국회의원 정수의 3분의 1에 해당하는 수의 국회의원을 대통령이 추천하면 통일주체국민회의가 승인, 선출하도록 하였다. 이렇게 국회의원이 된 의원들이 만든 단체가 유신정우회였다. 유신정우회는 박정희와 유신체제를 정치적으로 뒷받침하기 위하여 국회내 다수 여당을 만들기 위해 조직된 단체였다.

### 비밀리에 충남 공주에 행정수도 이전 추진
1976년 박정희 대통령은 안보문제를 염두에 두고 임시행정수도 건설작업을 추진하라고 지시한다. 1978년 충남 장기를 임시행정수도후보지로 잠정적 선정하여 백지계획 최종보고서를 완료한다. 하지만 박대통령의 서거로 백지계획은 무산된다.

### 과도한 형벌투입을 활용한 정권의 지탱
사회통제와 체제강화의 버팀목으로 무력의 동원이 아닌 기형적 사법제도를 바탕으로 과도한 형벌투입을 활용하는 방식을 취하였는데, 이러한 흐름은 국가재건최고회의 시기부터 민정 이양 후 박정희정권의 마지막까지 일관성을 유지하였다.

## 외교

### 군사 정부에서 이어받은 중립국 외교의 기조
박정희 정부는 5.16쿠데타 군사 정부의 적극적인 중립국 외교의 기조 를 그대로 이어받았다. 그러나 1964년 한국군의 베트남파병을 기점으로 중립국 외교는 큰 어려움에 봉착했다. 그래서 1964년부터 1968년까지 박정희 정부가 펼친 외교에는 중립국 외교 정책이 포함되어 있다.
1975년 박정희 대통령의 초청으로 처음 우리나라에 온 아프리카의 작은 나라, 가봉의 봉고 대통령은 1967년 32살의 나이로 대통령 자리에 오른 뒤, 장기집권하고 있는 상태였다. 수십만 학생과 시민들이 거리의 대대적인 환영 행사에 동원됐고 대규모 만찬은 물론 서울대에서 명예 박사학위를 받는 등 방한 기간 내내 그는 최고의 국빈이었고 미니버스의 대명사가 된 '봉고'란 이름도 이 때 지어진 것이다. 가봉이 독립한 1960년은 아프리카의 해로 불리는데, 이 나라들은 국제무대에서 이른바 비동맹 중립 노선을 취하게 된다. 미국과 소련 어느 진영에도 가담하지 않겠다는 것이다.

### 통일벼 냉해 관련 일본의 우려 의견
1972년 10월 통일벼 냉해 관련 국회 국정 감사 시기에 이웃 나라 한국의 식량 사정 불안을 걱정한 일본에서도 외교관을 통해 정부의 통일벼 재배 확대에 우려의 의견을 전달해 온다.

## 국방

### 대통령 경호실장의 지위를 장관급으로 격상
대통령의 권위를 빌려 대통령 경호실의 역할과 위상을 확장시켰다. 경호실장 지위를 장관급으로 격상시키고, ‘대통령 경호 위원회’라는 특별기구를 만들어 중앙정보부장, 국방장관, 내무장관, 검찰총장, 치안본부장, 육해공군 참모총장 등이 위원을 맡고 차지철 경호실장이 위원장을 맡는다.

### 요주의 재일동포 구금시설 개설
형제복지원은 1975년 박정희 정권이 부랑인 단속 및 수용을 위해 제정한 내무부 훈령 410조에 의해 만들어진 시설로 1960년부터 1992년까지 운영됐는데, 부산시와 '부랑인 수용보호 위탁계약'을 체결한 1975년부터 1986년까지 입소자는 모두 3만 8천여 명에 달한다. 이곳에서 숨진 사람은 657명으로 파악되었는데, 국가가 2023년 12월 피해자 26명에게 145억 8,000만 원을 배상, 2024년 1월 피해자 16명에게 45억 3,500만 원을 배상, 2024년 2월 피해자 70명에게 약 160억 원을 배상하라는 법원 판결이 났다.

### 보훈단체 광복회 설립
1965년 2월 27일 사단법인 광복회가 설립되고 1973년 국회에서 《원호대상자단체설립에관한법률》으로 개정에 의해 원호처 소관이 된다. 수훈애국지사(受勳愛國志士)와 그 유족 중 연금을 받고 있는 사람을 광복회의 회원으로 하였다.

## 경제
제1,2차 경제 개발 5개년 계획에서는 수출 주도형 성장을 통하여 경공업 육성, 노동 집약적 산업, 베트남 전쟁의 군인 수출로 고도성장을 실현하였으며 경부 고속 도로를 개통하였다. 그러나 1960년대 말 외채 상환 시기에 위기를 맞기도 했다.
제3,4차 경제 개발 5개년 계획에서는 중화학 공업을 육성하였고 자본 집약적 산업을 발달시켰다.
1970년대 정책금융이 중화학공업에 투자되며 경공업은 생산 부족 현상을 겪었고, 농촌사회는 점차 붕괴했다. 중화학공업에 집중된 투자는 다른 분야의 불균형을 야기하여 공업 분야의 고강도 노동도 증가했다.
수출액이 100억 달러를 달성하였으며 제1차 석유 파동은 중동 건설 진출로 극복하기도 했으나 제2차 석유 파동에서는 중화학 공업 중심 경제가 악화되었고 이는 곧 국민들의 불만으로 이어지게 되었다.

### 부가가치세와 특별소비세 제도의 최초 시행과 큰 반발
일반소비세인 부가가치세와 특별소비세 체제를 영업세·물품세·직물류세·유흥음식세 등에 복잡한 세목을 통합하여 1977년 7월부터 시행하였다. 부가가치세의 첫 예정신고가 1977년 9월에 이루어진다. 1979년 부마민주항쟁의 시위 현장에서는 부가세를 철폐하라는 시위 구호가 등장하기도 한다.

### 농민들의 문제로 결론낸 통일벼 냉해
1972년 10월에 국회에서는 통일벼 재배의 실패에 관한 국정 감사가 열렸다. 정부는 통일벼의 여러 단점에도 1972년의 통일벼 재배 면적을 18만 7471㏊로 대폭 늘렸었다. 그런데 여름의 예년보다 상당히 낮은 기온 때문에 통일벼는 냉해를 입은 것이다. 또, 냉해로 이삭이 제대로 패지 않아 이삭이 여물기를 기다리느라 추수가 늦어지는 바람에 서리와 우박 피해까지 통일벼는 고스란히 입었다.
재배 실패와 관련한 농촌진흥청의 반론에도 불구하고 통일벼 재배 면적 확대는 벽에 부딪치고, 학계에서 반대 목소리는 날로 높아져, 통일벼를 개발한 농학자들조차도 확대 보급에 부정적인 의견을 내놓는다. 정부 안에서도 통일벼의 입지는 한층 좁아지고, 지역의 반대 여론을 의식하지 않을 수 없었던 농림부는 1972년 말에 ‘품종 선택은 농민의 자유 의사에 맡긴다.’는 방침을 확인하고, 특정 품종을 농민에게 권장하면 문책한다고 정한다.
농촌진흥청은 수확 감소 사태는 통일벼 종자 자체의 문제가 아니라 재배 농민이 통일벼의 특성을 제대로 숙지하지 못한 탓이라며 반론을 폈고, 이후 농민들은 농한기마다 불려 나가 각종 교육을 받아야 하게 된다. 기술의 생산자(농촌진흥청)가 기술을 보완하여 공급하는 것이 아니라 기술의 소비자(농민)가 부족한 기술을 스스로의 노력으로 보완하여 사용해야 한다는 것이 통일벼 보급에 관한 정부의 일관된 태도였던 셈이다.

### 근대화보다는 군대화
1967년 4월에 착공된 소양강댐 건설에 국토건설단이 투입된다. 1962년 국토건설단 관련 법령에 의하면 국토건설단 노무자들은 군법을 적용 받는다. 진중권 동양대 교양학부 교수는 남북한의 산업화는 근대화보다는 군대화로 이루어졌다고 평하였다.

### 유신체제 중화학공업 육성과 한국 경제의 마이너스 성장을 최초로 기록
1972년 10월 수립된 유신체제는 대통령에게 무제한적인 권력과 자원을 집중시켰다. 유신체제 하에서 경제개발계획, 특히 중화학공업화 추진 과정에서 핵심 조직은 경제기획원이 아니고 상공부 관료, 테크노크라트로 구성되어 조직된 중화학공업추진위원회였다. 1981년까지 전체 공업에서 중화학공업의 비중을 51%까지 늘린다는 청사진을 그렸다.
중화학공업화는 제1차 석유파동을 극복하고 한국경제가 급성장했던 1970년대 중반에야 본격적으로 성과를 보였다. 그런데 1970년대 중화학공업에 대한 무리한 투자는 여러 부작용을 낳기도 했다. 1979년 제2차 석유파동이 일어나자 세계경제에서 중화학 제품에 대한 수요가 급감하였다. 중화학공업의 과잉투자 및 과당경쟁 문제가 발생하며, 한국 경제는 정부 수립 이후 처음으로 마이너스 성장을 기록했다.

### 시급한 과제가 아니던 대규모 경부 고속도로 건설
1964년 12월 박정희는 서독 방문에서 독일 부흥의 상징인 본과 쾰른 사이의 아우토반을 시찰하는 기회를 가졌는데, 이때 고속도로 건설에 대한 최초의 구상을 했던 것으로 보인다. 대통령 선거 유세가 진행 중이던 1967년 4월에 경부 고속도로 건설 계획을 처음으로 공식 발표했다. 박정희 대통령은 여러 반대를 무릅쓰고 경부 고속도로의 건설을 강행했다. 1971년 말까지는 자가용 승용차의 숫자가 화물차보다 많아서 관광 도로라는 비아냥거림을 듣기도 했다.
이러한 건설 구상에 대해 당시 전문가들이나 야당·여론은 썩 우호적이지 않았다. 국제 부흥 개발 은행(IBRD)의 조사관들이 1966년에 작성한 보고서에서는 한국의 도로 사정을 개선할 필요가 있다고 지적하긴 했지만, 대규모 고속도로 건설이 필요하다는 언급은 하지 않았다. 반대자들은 당시 경제 상황이나 차량 대수를 고려할 때 경부 고속도로 건설은 시급한 과제가 아니며, 재정적으로도 현명한 결정이 아니라고 주장했다.
1967년 시점에서 우리나라의 차량 대수는 6만 대에 불과했으며, 1969년까지 도로 포장률은 8% 밖에 못되는 열악한 상황이었다.

### 지상파 TV방송 중간광고 금지
지상파 TV방송에서 중간광고는 1973년 이후 금지된다. 지상파방송에서 유료방송과 동일한 수준의 중간광고를 허용하지 않는 것이다.

## 사회

### 사회와 고립된 입지의 천주교 복지단체 설립
1976년 충청북도 음성군에 천주교의 사회복지단체 꽃동네가 설립된다. 현재는 국내에서 사회 복지 시설 중에 가장 방대한 시설과 규모로 극빈자들과 장애인들에게 생활 환경을 제공하고 있다. 그런데 장애인 단체에서 자립적 생활 및 지역사회의 동참을 규정하는 유엔이 제정한 장애인권리협약 제19조에 어긋난다는 지적을 하고 있다.

### 국제법을 위반한 부랑아 수용 민사작전
부랑아 대책은 쿠데타로 집권한 정부가 사회적으로 정당성을 확보할 수 있는 중요한 수단이 되었다. 그런데 사업을 시작할때 해당 인원의 동원과 이송이 장면 정부 시기에는 민간에서 자체적으로 실시한 모집 형식이었다면, 5・16군사정부에서는 서울시가 ‘수집’을 하는 차이점이 있었다. 또한 자료상 명시되어 있지는 않으나 5・16군사정부의 그 방식은 강제적인 단속으로 되었을 가능성이 높다. 농지조성을 목표로 한 자활정착사업장에서는 강도 높은 노동이 이루어졌다.
국제형사재판소(ICC) 로마규정에 따르면 자활정착사업에서 고아, 부랑인 및 한센병 완치자들을 강제로 동원하여 노역을 시킨 행위는 불법한 감금 또는 신체적 자유의 박탈에 해당한다.
정부의 이 자활정착사업은 보건사회부가 관할하고 예산을 투입하는 것이지만, 정부 지원이나 미국 원조물자를 취급하는 것이어서 단체나 개인은 정부와 자연스럽게 유착하거나 또는 물자를 횡령하는 등의 비리가 있었다.
이미 사건이 50여년은 지났음에도 1960년대 자활정착사업장의 현황은 공식적으로 아직 정리된 바가 없는 실정이어서, 정부는 이에 대해 그 필요성을 인지하고 시급히 조사에 나서야 한다. 이 정부 관할 사업장들이 전국에 흩어져 분포하고 있으므로 종합적인 파악을 위해 중앙정부와 지방정부의 협력이 필요하지만, 현재의 자료로는 신문 등 보도나 국가기록원 공개 문서로 한정되어 있기 때문에 실제 사업장이 있었던 현지에서 자료 확보가 필요하다.

### 무속신앙을 대상으로 종교박해
도시, 농촌 할 것 없이 전국적으로 신당 파괴를 진행하고 관청의 새마을 사업 성과로 다룬다.

### 정권과 불화로 천도교 대표의 미국으로 망명
최덕신 전 천도교령이 반정부 대열에 가담할 것을 선언한 후에 미국으로 망명을 한다.

### 2차 세계대전 시기의 국민의례 부활
국민교육헌장 암송에 이어 박정희 정권은 일제 말기의 전시 총동원 체제기에 성행했던 여러 국가주의 의례를 부활시킨다. 모든 국민은 거리를 걸어가다가도 오후 6시가 되면 반드시 부동자세로 국기에 대한 경례를 해야 했고, 극장에서는 영화를 상영하기 전에 기립해서 애국가를 불러야 했다.

## 교육

### 국가에 절대적 무조건적 충성이 강조된 국민교육헌장 선포
1968년 6월에 대통령은 문교부장관에게 각계각층의 의견을 총망라하여 교육장전(敎育章典)을 제정할 것을 지시한다.
헌장기초위원들이 작성한 원안은 여러 차례의 수정 작업을 거치게 되었고, 이 과정에서 자유·평화·정의와 같은 현대 윤리의 보편적 덕목들이 삭제되며 국가 그 자체에 대한 절대적이고 무조건적인 충성이 강조된다.
같은 해 11월에 이 헌장은 정기국회 본회의에서 만장일치로 통과되고, 12월 5일에 대통령이 선포한다. 1969년부터 국민교육헌장은 각급 학교 교실과 교과서 전면에 게재되었고, 당시 출간된 모든 서적과 영화 음반의 첫 부분에 찍혀 배포하게끔 의무화되기도 한다. 각급 학교는 모든 학생들에게 암기할 것을 강요하였고, 암기하지 못하는 학생에게는 체벌을 가하기도 하였다.
이후 민주화가 진전된 한국사회에서는 국가주의에 우선한 국민교육헌장이 일괄적인 교육을 강조하여 다양성과 개인의 삶을 위축시킨다는 지적이 일어난다. 1995년 11월에는 교육부가 국민교육헌장의 공식적 기능이 중지됐다고 밝혔고 2003년 정부는 공식적으로 국민교육헌장 선포 기념일을 폐지한다.

### 중등 교육기관 평중화
박정희 정부는 중학교 무시험 진학 제도를 마련하였고 고교 평준화 제도를 시행했다.

## 문화

### 한강개발 3개년계획
한강의 종합적인 이용 계획에 의하여 공유 수면 매립 사업이 추진된다.

### 미니스커트 노출 단속
1967년 가수 윤복희가 미니스커트를 입고 미국에서 귀국하면서부터 유행되었다. 점점 짧아져서 1971년에는 무릎 위 17㎝ 이상 올라가는 미니스커트는 과도 노출로 단속 대상이 되기도 하였다.

### 시민회관을 세종문화회관으로 개칭
화재로 다시 건설중이던 서울시 시민회관을 1978년 2월 세종문화회관으로 개칭하고 4월에 개관한다. 세종문화회관은 1988년 ‘예술의 전당’이 건립되기 전까지 우리나라의 문화예술의 전당으로서 독보적인 위치를 점하게 된다.

### 불국사의 국가주도 첫 대형 복원 사업
지금의 통일신라 불국사는 대부분 고증되지 않은 1970년대 근현대 건축의 산물이다. 구품연지(九品蓮池)는 공간 부족을 이유로 발굴하지 않고, 회랑을 만들어 석가탑, 다보탑의 시야를 가린다.

### 고구려 군사 유적의 파괴
1977년 서울시 광진구 태봉이라고 불리는 구릉의 정상부에 구의동 고구려 보루 유적이 발굴조사된다. 그렇게 화양지구택지개발사업의 일환으로 조사되었는데, 지금은 파괴되어 남아있지 않다. 그 태봉이라는 구릉이 구의동 한양아파트 24층으로 바뀌었기 때문이다. 역사 유적을 70년대 개발의 미명 아래 마구 파괴시킨 과거사이다.
참고로, 잠실 대교 북단에 위치한 또다른 구의동 유적은 1976년에 발굴되었는데, 발굴 조사 당시에도 군사 시설일 가능성이 제기되기도 하였으나 백제 고분으로 잠정적인 결론을 내렸던 유적이다.

### 컬러 텔레비전 방송 계획 유보
1970년대 후반에는 세계 주요 방송사 중 우리나라만 흑백 방송을 하고 있었는데, 가전 업계에서는 이미 컬러텔레비전을 생산해 수출까지 하고 있던 시점이어서 컬러텔레비전 방송을 더 이상 미루기는 어려웠다. 하지만 신군부 집권 시기 1981년 1월 1일부터 컬러텔레비전 방송이 시작되게 된다. 컬러텔레비전 방송은 1970년대 초부터 여러 차례 계획이 제출되었지만, 기자재 수입으로 인한 무역 역조를 우려한 상공부의 반대, 컬러텔레비전 도입은 시기상조라는 언론의 논조, 박정희 대통령의 반대, 때마침 불어 닥친 제2차 유류 파동 등으로 인해 도입이 번번이 유보되었기 때문이다. 북한은 남한보다 앞서 1974년에 국내 컬러TV 방송을 시작한다.

### 임진왜란 한산대첩기념비 건립
1979년 한산대첩기념비 제작을 박정희 대통령이 지시하고 기념비는 완공했으나 대통령 서거로 제막식을 치르지 못한다. 한산대첩기념비는 이충무공의 한산대첩을 기념하기 위해 세워진 비석이다. 이 제막식은 34년만에 박근혜 정부 시기인 2013년 8월 한산도에서 열린다.

### 불교 종단에서 자발적으로 호국승군단 발족
베트남 지엠 정권은 가톨릭교도를 자신의 지지 기반으로 삼아 종교 편향이 발생할 터전을 만들며 3차례에 걸친 대규모의 불교도 탄압 사건이 발생시키고 결국 베트남전의 패전으로 종말을 고한다. 그런데 1975년 북베트남군의 베트남전 승전 선언에 불교 종단인 조계종 총무부장은 박정희 대통령을 예방하고 지휘관의 검열은 받는 호국승군단을 발족한다.

## 환경

### 선진국과 반대되는 석면 사용 노력
1972년 새마을운동을 시작으로 1990년대까지 석면이 널리 사용됐다가, 2009년부터 건강을 위협한다는 이유로 사용이 금지된다. 석면은 세계보건기구가 1급 발암물질이다.

### 선진국과 반대되는 이황화탄소 활용 증대
박정희 정권은 한일 국교 정상화를 통해 일본 정부로부터 받은 배상금을 활용하여 일본 동양레이온 공장의 제조 설비를 36억엔에 구입한다. 이 설비로 합성섬유가 아닌 화학섬유 레이온을 제조하는 흥한화학섬유를 설립하게 된다. 그런데 이 공장의 직업병에 원인이 되는 이황화탄소가 심각한 질환을 유발할 수 있다는 사실이 서구와 일본에서는 적어도 1930년대부터 밝혀져 있었음에도 불구하고, 한국의 전문가들과 관료들은 이황화탄소가 직업병을 일으킨다는 것을 파악하지 못한다.

## 공안탄압

### 각종 정치규제법으로 검거된 인원
|        | 국가보안법 | 반공법 | 정치활동정화법 | 사회안전법 | 집시법 | 비상사태 특별조치법 | 국가보위 특별조치법 | 긴급조치9호 | 합계  |
| ------ | ---------- | ------ | -------------- | ---------- | ------ | ------------------- | ------------------- | ----------- | ----- |
| 1961년 | 296        |        |                |            |        | 1                   |                     |             | 297   |
| 1962년 |            |        | 3038           |            |        |                     |                     |             | 3038  |
| 1963년 | 102        | 86     |                |            | 239    |                     |                     |             | 427   |
| 1964년 | 29         | 79     |                |            | 18     |                     |                     |             | 126   |
| 1965년 | 37         | 84     |                |            | 98     | 3                   |                     |             | 222   |
| 1966년 | 44         | 104    |                |            | 7      | 2                   |                     |             | 157   |
| 1967년 | 44         | 110    |                |            | 4      | 6                   |                     |             | 164   |
| 1968년 | 83         | 168    |                |            | 37     | 1                   |                     |             | 289   |
| 1969년 | 81         | 323    |                |            | 27     | 1                   |                     |             | 432   |
| 1970년 | 204        | 368    |                |            | 25     |                     |                     |             | 597   |
| 1971년 | 217        | 276    |                |            | 49     |                     |                     |             | 543   |
| 1972년 | 175        | 507    |                |            | 24     | 1                   |                     |             | 706   |
| 1973년 | 164        | 260    |                |            | 37     |                     |                     |             | 461   |
| 1974년 | 152        | 228    |                |            |        | 7                   |                     |             | 87    |
| 1975년 | 74         | 328    |                | 5          | 13     |                     |                     |             | 420   |
| 1976년 | 121        | 386    |                | 9          | 29     |                     |                     | 198         | 738   |
| 1977년 | 35         | 322    |                | 1          |        |                     |                     | 157         | 515   |
| 1978년 | 30         | 208    |                | 3          | 6      |                     | 11                  | 215         | 473   |
| 1979년 | 57         | 199    |                | 1          | 2      |                     |                     | 160         | 414   |
| 1980년 | 23         | 136    | 811            |            | 3      |                     | 4                   | 1           | 978   |
| 합계   | 1968       | 4167   | 3849           | 19         | 625    | 15                  | 15                  | 726         | 11384 |

### 반공법 제4조 찬양,고무 1,2심 재판결과
|            | 실형 | 집행유예 | 선고유예 | 면서,형면제 | 가정법원 송치 | 무죄 | 합계 |
| ---------- | ---- | -------- | -------- | ----------- | ------------- | ---- | ---- |
| 1심인원    | 67   | 86       | 3        | -           | 2             | 2    | 160  |
| 2심인원    | 26   | 47       | 2        | -           | -             | -    | 75   |
| 항소후집계 | 53   | 100      | 3        | -           | 2             | 2    | 160  |

## 같이 보기
- 국가재건최고회의
- 대한민국 제3공화국
- 대한민국 제4공화국
- 10월 유신
- 세종#적극적인 사형집행 옹호